# Irkutska oblast
Irkutska oblast (rus. Иркýтская óбласть) je federalna oblast u Rusiji. Locirana je u jugoistočnom Sibiru. Prema popisu iz 2002. godine u ovoj oblasti je živjelo 2.581.705 stanovnika. Administrativno središte oblasti je Irkutsk. Irkutska oblast na jugu i jugozapadu graniči s Burjatijom i Tuvom, Krasnojarskim krajem na zapadu, Jakutijom na sjeveroistoku i Zabajkalskim krajem na istoku.

## Vanjske poveznice
- Službena stranica